# (240757) Farkasberci
(240757) Farkasberci  es un asteroide perteneciente al cinturón de asteroides, descubierto el 26 de mayo de 2005 por Krisztián Sárneczky desde la Estación Piszkéstető, en Hungría.

## Designación y nombre
Farkasberci se designó inicialmente como 2005 KS8.
Más adelante fue nombrado en honor a Bertalan "Berci" Farkas (n. 1949) quien fue el primer cosmonauta húngaro y el primer esperantista en el espacio. Fue lanzado desde Baikonur en la Soyuz 36 en 1980 y orbitó la Tierra 124 veces. Este objeto fue descubierto en el 25 aniversario de su lanzamiento.

## Características orbitales
Farkasberci orbita a una distancia media del Sol de 2,999 ua, pudiendo acercarse hasta 2,891 ua y alejarse hasta 3,106 ua. Tiene una excentricidad de 0,036 y una inclinación orbital de 11,482° grados. Emplea en completar una órbita alrededor del Sol 1896,65 días.
Los próximos acercamientos a la órbita de Júpiter ocurrirán el 28 de mayo de 2106, el 1 de agosto de 2152 y el 8 de agosto de 2189.

## Características físicas
Su magnitud absoluta es 16,06. 